# Genoa (Illinois)
Genoa – miasto w Stanach Zjednoczonych, w stanie Illinois, w hrabstwie DeKalb.